# Burgstall Stoffersberg
Der Burgstall Stoffersberg ist eine abgegangene Höhenburg auf 686 m ü. NHN am Gipfel des Oberen Riedberges, früher Stoffersberg genannt, bei dem Ortsteil Oberigling der Gemeinde Igling im Landkreis Landsberg am Lech in Bayern. Die Anlage wird als Bodendenkmal unter der Aktennummer D-1-7930-0001 im Bayernatlas als „Burgstall des hohen und späten Mittelalters ("Stoffersberg")“ geführt. 

## Geschichte

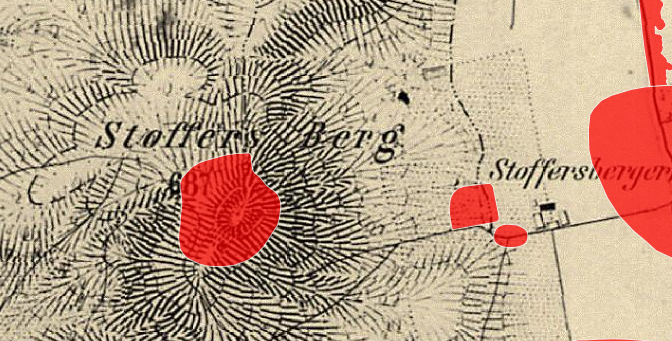
Lageplan von Burgstall Stoffersberg auf dem Urkataster von Bayern

Vermutlich wurde die Burg im 12. Jahrhundert erbaut, wobei Turmfragmente eines spätrömischen Wacht- oder Signalturms (Burgus) verbaut wurden.
Der Name Stoffersberg weist auf die „Edlen“ von Staufen (=Stoffen oder Stoffersberg – bei Igling) hin, die Vögte der Welfen von Wessobrunn waren. Im Spätmittelalter wurden Reste der Burganlage in Bauwerke der Umgebung, vermutlich auch in Kellerfragmenten von Schloss Igling integriert.